# L'Albagés
L'Albagés  est une commune de la province de Lérida, en Catalogne, en Espagne, de la comarque de Garrigues